# エスフィーハ
スフィーハ（アラビア語: صفيحة）エスフィーハ（ポルトガル語: esfiha, esfirra）は、小麦粉と肉を用いたパン料理、総菜パンの一種。エスフィハなどとも呼ばれる。

## 中東のスフィーハ

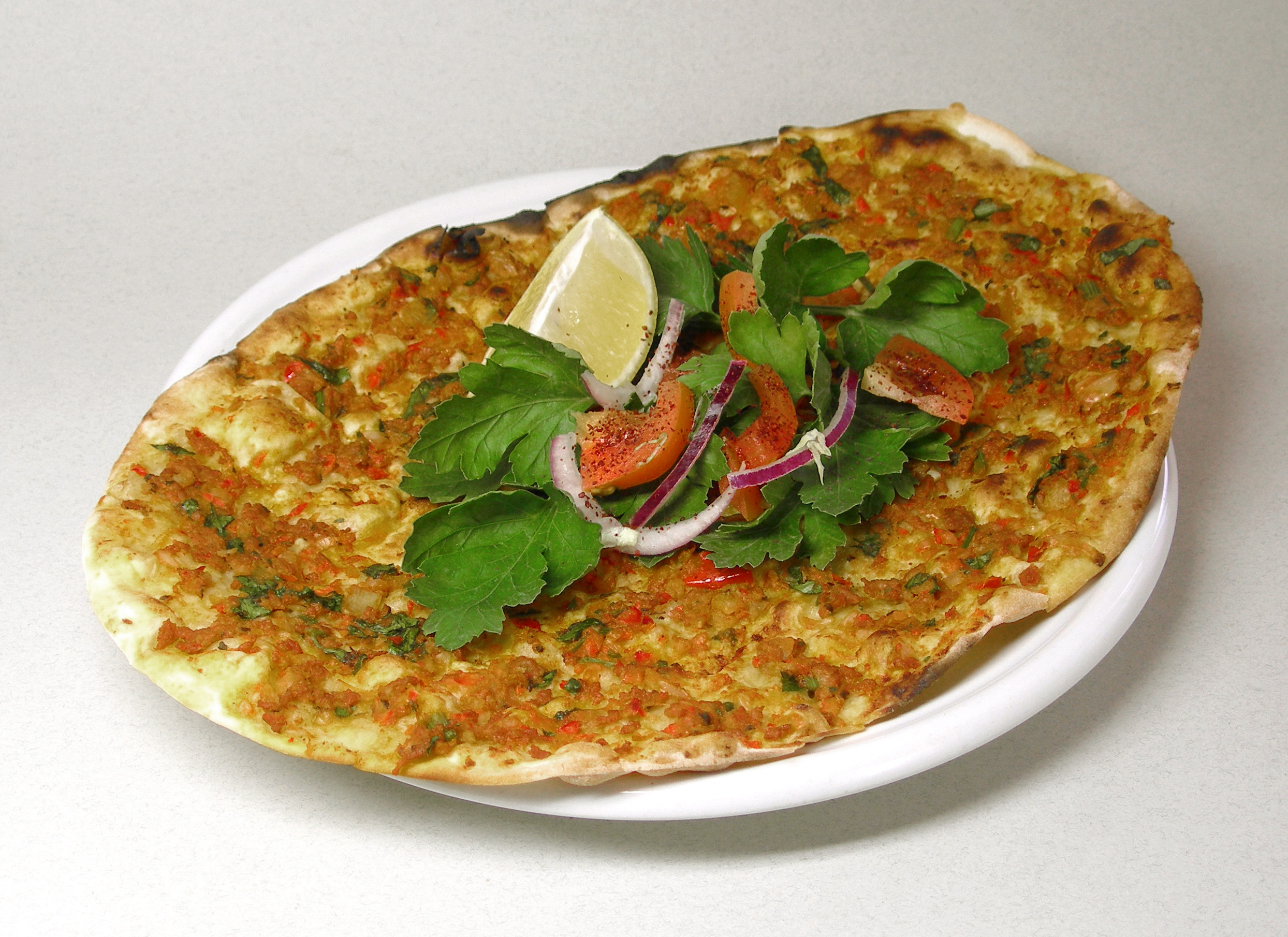
トルコのラフマジュン。

生地の上に羊肉と刻みタマネギから成る具をのせたピザのような形で、シリア、レバノン、パレスチナ、トルコ、アルメニア、イラクなどで食べられている。アラビア語では「肉とパン生地」という意味のラハム・ビ＝アジーン（لحم بعجين）とも呼ばれる。
トルコ語では、アラビア語の翻字であるラフマジュン（lahmacun）として知られ、アルメニア語ではラフマジュン（լահմաջուն）、ラフマジョ（լահմաջո）またはミッサハツ（Missahats）と呼ばれる。
肉とタマネギの他にトマトが入ることが多く、シリアやレバノンではこれにザクロの実やザクロのシロップ、松の実が加わることがある。トウガラシ、ニンニク、レモン汁、パセリ、ミント、オールスパイス、シナモン、ヨーグルトが入るスフィーハもよく見られる。パレスチナのベツレヘムでは具にタヒーナ（ゴマペースト、英: Tehina）が入る。
トルコのラフマジュンは南東アナトリア地方の料理として知られるが、トルコ全土で親しまれており、家庭で焼くよりもケバブ店で買うものである。アルメニア人、特にアレッポやガズィアンテプの出身者の中では、ラフマジュンに炭火で焼いたナスやトウガラシ、トマトをのせてから巻く食べ方が好まれる。
イラクのバグダッドで育ったナワール・ナスラッラーによると、イラクの主要都市でシリア・レバノン風のラハム・ビ＝アジーンの人気に火がついたのは1970年代に入ってからだという。
中東では形と具材が変わるとスフィーハとは呼ばない。具が同じでもパン生地を三角形に折ってから焼くとファターイル（阿: ﻓﻄﺎئر Fatayer）と呼称が変わる。

## ブラジルのエスフィーハ

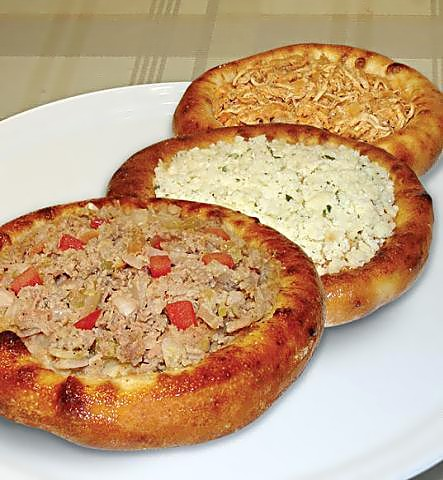
ブラジルのエスフィーハ・アベルタ。具は手前から挽肉、チーズ、鶏肉。

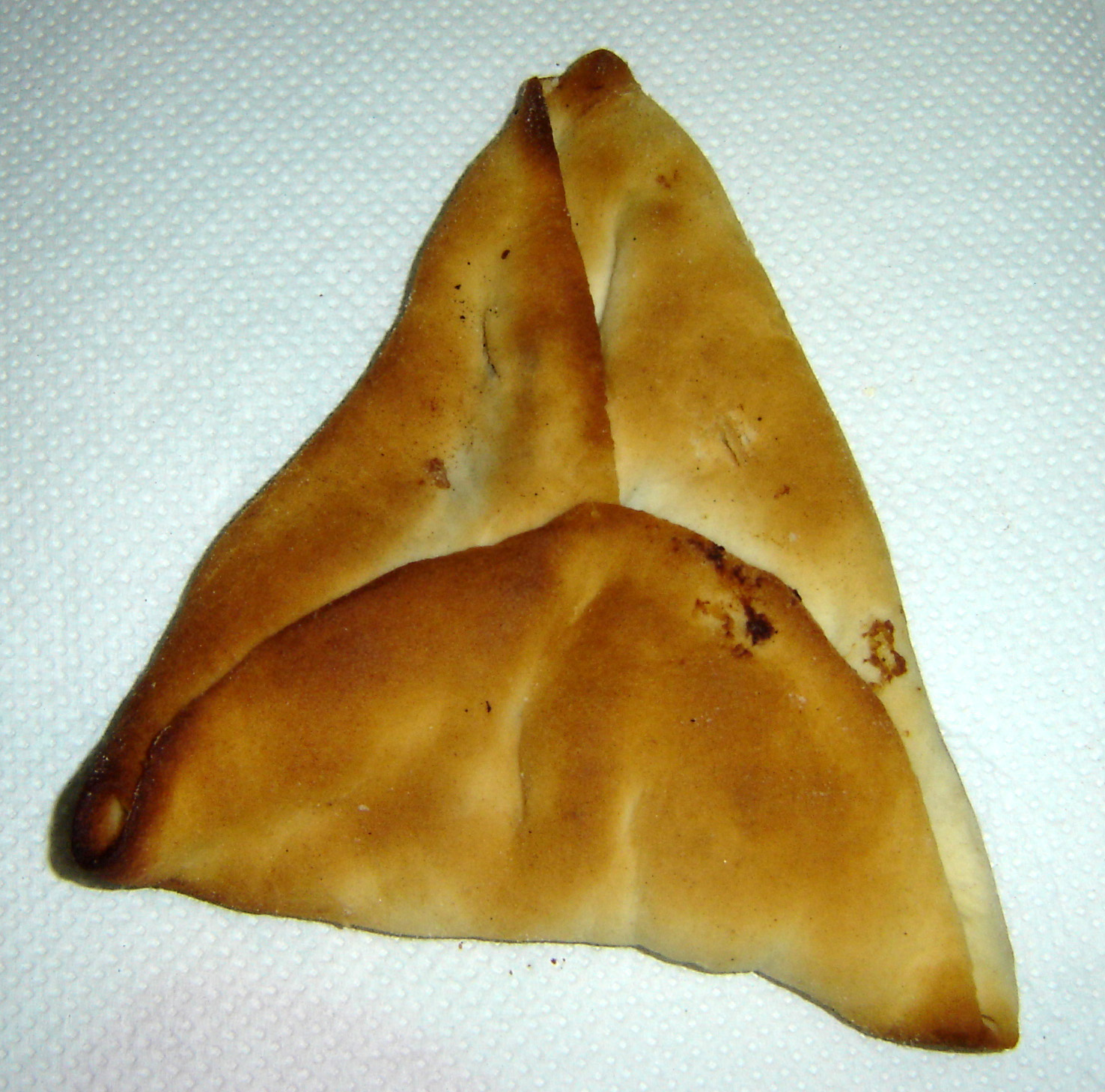
エスフィーハ・フェシャーダ。

中東のスフィーハがシリアとレバノンからの移民によってブラジルに持ち込まれ、エスフィーハとして独自の発展をとげた。今日では牛挽肉、ほぐした鶏肉、チーズ、カード、野菜などが具材として用いられ、軽食・ファーストフードとして日常的に販売されている。
ブラジルのエスフィーハは、形状によりエスフィーハ・アベルタ（esfiha aberta）とエスフィーハ・フェシャーダ（esfiha fechada）の2種類に区分される。エスフィーハ・アベルタは円くのばした生地の上に具材をのせて焼いたピザ状のエスフィーハである。エスフィーハ・フェシャーダは三角形に折ったパンの中に具材を詰めたもので、アラビア語でファターイルと呼ばれる料理と同じ形である。
ブラジルで中東料理をファーストフードとして廉価で提供するチェーン店のハビービスは、挽肉、ホウレンソウ、鶏肉、チーズのエスフィーハ・アベルタを扱っており、パン生地の代わりに折りパイ生地を使用したビーブスフィーハ・フォリャーダ（Bib'sfiha folhada）という製品もある。